# Katarzyna Bromberek-Dyzman
Katarzyna Joanna Bromberek-Dyzman – polska językoznawczyni, dr hab. nauk humanistycznych, profesor uczelni Zakładu Pragmatyki Języka Angielskiego Wydziału Anglistyki Uniwersytetu im. Adama Mickiewicza w Poznaniu.

## Życiorys
24 czerwca 1999  obroniła pracę doktorską Pragmatyczna interpretacja tekstu: "Przygody Alicji w krainie czarów" i "Po drugiej stronie lustra". Podejście oparte na wnioskowaniu, 4 grudnia 2015 habilitowała się na podstawie pracy zatytułowanej Wpływ emocji na przetwarzanie języka. Została zatrudniona na stanowisku adiunkta w Instytucie Filologii Angielskiej na Wydziale Neofilologii Uniwersytetu im. Adama Mickiewicza w Poznaniu.
Piastuje funkcję profesora uczelni w Zakładzie Pragmatyki Języka Angielskiego i kierownika Laboratorium Języka i Komunikacji na Wydziale Anglistyki Uniwersytetu im. Adama Mickiewicza w Poznaniu.
Była członkiem Komitetu Narodowego do spraw Współpracy z Europejską Fundacją Nauki (ESF) prezydium Polskiej Akademii Nauk.